# Alto Alegre (Rio Grande do Sul)
Alto Alegre – miasto i gmina w Brazylii, w stanie Rio Grande do Sul. Znajduje się w mezoregionie Noroeste Rio-Grandense i mikroregionie Cruz Alta.